# Cais do Sodré metróállomás
A Cais do Sodré a lisszaboni metró zöld vonalának állomása. A Praça Duque da Terceira területén található, csatlakozik a Cais do Sodré pályaudvarhoz, mely kapcsolatot biztosít Oerias és Cascaias felé és egy hajóállomáshoz, amely lehetővé teszi a gyors utazást Cacilhas, Seixal és Montijo irányába.
Az állomás 2008-ban elnyerte a Valmor és a Municipal Architecture díjakat is

## Metróvonalak
Az állomást az alábbi metróvonalak érintik:
- zöld metró

## Kapcsolódó állomások
Az állomáshoz az alábbi állomások vannak a legközelebb:
- Baixa-Chiado metróállomás (Telheiras station, zöld metró)